# Cyril Connolly
Cyril Vernon Connolly (Coventry, 10 september 1903 – Londen, 26 november 1974) was een Engels intellectueel, literair criticus en schrijver, ook wel schrijvend onder het pseudoniem Palinurus.

## Leven
Connolly was de zoon van een militair en studeerde aan Eton (waar hij bevriend raakte met George Orwell) en de Universiteit van Oxford. Al op jonge leeftijd werd hij literair medewerker bij vooraanstaande Engelse kranten. Zo ontwikkelde hij zich snel tot een van de meest gerenommeerde literaire critici van zijn tijd. In 1940 richtte hij het befaamde literaire tijdschrift “Horizon” op. Na de Tweede Wereldoorlog was hij lange tijd literair hoofdredacteur bij de Sunday Times. Connolly huwde drie keer.

## Werk
Connolly schreef in 1935 een redelijk succesvolle roman, The rock pool,  maar zijn beste werk is toch te vinden in zijn verzamelingen essays en artikelen. Connolly is geen systematisch criticus: zijn uniciteit zit vooral in zijn subjectiviteit en idiosyncratische opvattingen. Zijn stijl is verfijnd, geestig en scherpzinnig, op de toon van een typische Engelse intellectueel.
Van belang is ook Connoly's (onder het pseudoniem Palinurus geschreven) autobiografisch geschrift Het rusteloze graf (1944, in Nederland verschenen in de reeks Privé-Domein). Het is een verzameling aforismen die een wereld weergeven van angst, verdriet en schuld. Belangrijk thema van Connolly / Palinurus is de “wil-om-te-mislukken”, hetgeen hij als een steeds terugkerend cultuurhistorisch fenomeen ziet.
“Het rusteloze graf” levert scherpe en puntige zinnen op. Connolly begint het boek als volgt: “Hoe meer boeken we lezen, des te duidelijker wordt het dat de enige ware taak van een schrijver is: het produceren van een meesterwerk. Al het andere is zinloos”.